# 2022年美国铁路劳资纠纷
2022年美国铁路劳资纠纷是指2022年爆發的美国货运铁路公司与工人之间的勞資爭議。经过长期的裁员、削减开支、过分追求股票回購和拖延谈判战术，各大铁路公司与工会于2022年9月达成初步协议涨薪，但该协议由于增长幅度低于物价增速遭到工会大多数普通成员一面倒的否决。人们非常担心，货运铁路罢工将进一步加剧现有的供应链问题。
拜登于 2022 年 7 月召集了总统紧急委员会，设立了30天的终止于2022年9月16日的冷静期，期间禁止罢工。 9月，美国参议员理查·波爾和羅傑·威克為阻止罷工，他們提出了一项法案，要求工会同意总统宣佈的協議。根据1926年的《铁路劳动法》，美国国会和总统乔·拜登考虑到罢工对的供应链进一步影响决定直接介入，于12月2日将初步协议通过成为法律，阻止了罢工。 新合同包括立即加薪14%，五年内加薪24%，以及每年一天的带薪假期。 

## 背景
精准调度铁路的兴起减少了人力成本和物资需求；为了弥补减少的员工人数带来的弊端，铁路公司制定了严格的员工出勤政策。 这些政策剥夺了工人的任何空闲时间，要求他们连续数周处于待命状态。工人们抱怨压力和疲劳程度加剧。 自2019年合同修订以来，铁路公司和代表工人的工会一直在进行谈判。 2022年1月，BNSF铁路公司实施了一项名为“Hi Viz”的积分考勤系统，一位工会主席称其为“铁路运营商有史以来最糟糕、最恶劣的出勤政策”。 在该系统中，每位工人初始积分为30分，休假一天则会扣分。工人连续待命14天可累积4分，但任何请假，即使是因病或家庭紧急情况，都会重置积分。 代表约17,000名工人的工会威胁要就积分制度进行罢工，但BNSF铁路公司提起诉讼并获得了限制令，阻止了工会罢工。1926年的《铁路劳工法》赋予国会干预任何铁路或航空公司罢工的权力。 根据这项权力，国家调解委员会自2021年6月起，已就多家货运铁路公司与工会之间的谈判进行调解。 参与谈判的12个工会中有10个在协调谈判联盟的框架下进行了联合谈判，而铁路养护工人兄弟会（BMWE）和国际钣金、航空、铁路和运输工人协会-机械分会（SMART-MD）也进行了联合谈判。 尽管BMWE与机车工程师和列车员兄弟会（BLET）同属国际卡车司机兄弟会，但他们分别进行了谈判。同样，工会的运输分会SMART-MD和SMART-TD也分别进行了谈判。 参与争议的铁路公司中，有六家共同参与谈判，组成了全国承运人会议委员会。这六家公司分别是联合太平洋铁路公司、诺福克南方铁路公司、CSX铁路公司、BNSF铁路公司、堪萨斯城南方铁路公司和加拿大国家铁路公司。美铁和加拿大太平洋铁路公司则分别进行谈判。

## 总统调停
2022年7月，总统乔·拜登根据1926年的《铁路劳工法》召集了一个紧急总统委员会。 他的行政命令指出：“国家调解委员会通知我，发现这些纠纷有可能严重扰乱州际贸易，甚至导致部分地区失去不可或缺的交通必需服务。”  该委员会于8月16日发布报告，启动为期30天的冷静期，以防止任何罢工或停工。 据路透社报道，该委员会提议“到2024年，每年工资增长4%至7%”，此外还有追溯加薪、额外一天带薪假期和五份1000美元的年度奖金。 截至8月底，代表约15000名工人的三个工会已同意该委员会的建议。  9月14日，冷静期即将到期，劳工部长马蒂·沃尔什在劳工部主持了铁路公司与工会之间的谈判，试图阻止罢工。《华盛顿邮报》报道称，拜登“亲自参与了谈判”，并希望工人在工作安排上拥有更大的灵活性。 9月15日凌晨，拜登宣布已达成一项阻止罢工的协议，其中包括立即加薪14%，但每年只有一天带薪病假，而不是工会所要求的15天。该协议仍需得到工会普通成员的批准，但无论批准投票结果如何，罢工都不能持续数周。

## 国会介入
9月14日，冷静期接近尾声时，美国劳工部长马蒂·沃尔什為阻止工人罷工，邀請铁路公司和工会來美國勞工部進行谈判， 美國總統拜登亲自参与谈判。9月16日，冷靜期到期。9月15日早些时候，拜登宣布达成一项據稱能阻止罢工的协议，根據該協議，工人工资將立即提高14%，但每年只有一天带薪休假，工会提出的15天带薪休假沒有被採納。该协议仍需得到工会的普通會員批准，最終大多数工会成员不同意該協議。参议员理查德·伯尔和罗杰·威克提出一项法案，要求工会同意总统紧急委员会提出的阻止罢工的条款。  该协议遭到参议员伯尼·桑德斯的阻挠，他指出，货运铁路工人“没有病假”，而铁路公司却赚取了巨额利润。 众议院议长南希·佩洛西表示：“我们宁愿看到谈判取得进展，这样国会就不必采取任何行动。”  11月下旬，在一些工会否决该协议后，拜登要求国会将其通过成为法律。11月30日，众议院通过了现有的临时协议及其修订版本，修订版本要求铁路雇主确保7天带薪病假。 12月1日，参议院通过了临时协议，其中只包含1天病假。 总统乔·拜登于12月2日将该法案签署成为法律。 麦吉尔大学社会学副教授巴里·埃德林在《雅各宾》杂志上撰文称，总统和国会向铁路工人传达的信息是“闭嘴，滚回去工作”。 若執意罷工會被解僱。在一封致乔·拜登和劳工部长马蒂·沃尔什的公开信中，500 多名劳工历史学家谴责拜登政府干预这场争端。根據鐵路公司和工人的新合同，工人的工资立即增加14%，五年内工資增加24%，此外工人每年有一天的带薪休假。